# Tachifilassi
La tachifilassi è un fenomeno fisiologico per il quale introducendo determinate sostanze nell'organismo, anche in piccole quantità ma con intervalli piuttosto brevi tra le varie somministrazioni, tali sostanze perdono notevolmente e rapidamente le loro proprietà (efficacia in particolare) nell'organismo che le riceve. La tachifilassi è stata osservata sull'essere umano per svariati tipi di sostanze, tra le quali spiccano i barbiturici, i nitrati e i farmaci di derivazione oppiacea.
Questo è dovuto al fatto che molto spesso le sostanze introdotte nel nostro corpo sono già prodotte da esso, anche se in quantità minore; ciò causa un effetto a feedback negativo, che porta da un lato il nostro organismo a perdere la capacità di produrre tali sostanze - poiché esse vengono a trovarsi già naturalmente dentro di noi e quindi non c’è motivo di produrne ancora - , dall'altro invece causa spesso il fenomeno della resistenza, cioè il nostro corpo alza la propria soglia basale di sensibilità a una sostanza.
Nella pratica se una persona fa uso di una droga che causa sensazione di euforia e continua a usarla si causa una dipendenza: il suo corpo perde la capacità di sintetizzare in maniera autonoma gli ormoni necessari per provare felicità (serotonina) - quindi il soggetto tornerà euforico solo usando la droga - e inoltre si alzerà la propria soglia basale (minima) di stimolazione - avrà bisogno di quantità sempre maggiori di sostanza stupefacente per provare la stessa sensazione di euforia.

La riabilitazione quindi deve a volte prevedere una componente fisica oltre che morale, in quanto il paziente può avere gravi conseguenze in caso di repentino troncamento della sostanza utilizzata.